# 625

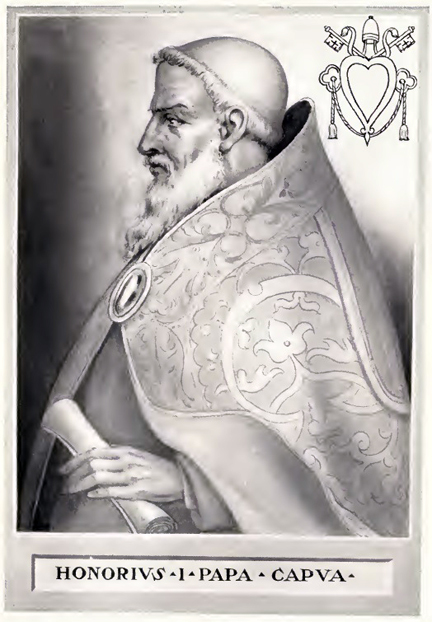
Paus Honorius I (625-638)

Het jaar 625 is het 25e jaar in de 7e eeuw volgens de christelijke jaartelling.

## Gebeurtenissen

### Byzantijnse Rijk
- Byzantijns-Perzische Oorlog: Keizer Herakleios achtervolgt het terugtrekkende Perzische leger langs de rivier de Eufraat richting Cilicisch Armenië. Hij verslaat hen bij Adana (huidige Turkije) en herovert Cappadocië.

### Brittannië
- Koning Edwin van Northumbria treedt in het huwelijk met Æthelburga, prinses van Kent. Zij verhuist met haar gevolg naar de hoofdstad Bamburgh (Noord-Engeland) en neemt Paulinus mee als haar geestelijk leidsman.
- Cadwallon (625-634) volgt zijn vader Cadfan ap Iago op als koning van Gwynedd. (waarschijnlijke datum)

### Europa
- Ariovald (625-636) volgt Adoald op als koning van de Longobarden in Italië, nadat hij krankzinnig is verklaard. Hij zoekt daarna politiek asiel in Ravenna, een exarchaat bestuurd door het Byzantijnse Rijk.

### Arabië
- 23 maart - Slag bij Uhud: Tweede veldslag tussen de moslims en de Mekkanen. Door een tactische fout van de boogschutters, moeten Mohammed en zijn volgelingen zich bij de berg Uhud (nabij Medina) terugtrekken.

- augustus - Invasie van Banu Nadir. De joodse stam wordt gedwongen te vertrekken uit Medina.

## Religie
- 25 oktober - Paus Bonifatius V overlijdt na een 6-jarig pontificaat. Tijdens zijn regeringsambt stimuleert hij het christendom in Engeland. Hij wordt opgevolgd door Honorius I als de 70e paus van de Katholieke Kerk.

## Geboren
- Hassan ibn Ali, kleinzoon van Mohammed (overleden 670)
- Landelinus, Frankisch abt en heilige (waarschijnlijke datum)
- Sexburga, Angelsaksisch koningin (waarschijnlijke datum)
- Wu Zetian, keizerin van het Chinese Keizerrijk (overleden 705)

## Overleden
- 25 oktober - Bonifatius V, paus van de Katholieke Kerk
- Adoald, koning van de Longobarden (waarschijnlijke datum)
- Cadfan ap Iago, koning van Gwynedd (Wales)
- Gaugericus, bisschop van Kamerijk (waarschijnlijke datum)